# Reece Brown
Reece Brown (Manchester, 1991. november 1. –) angol labdarúgó, aki jelenleg a Manchester Unitedben játszik hátvédként. Bátyja, Wes Brown szintén a United játékosa.

## Pályafutása

### Manchester United
Brown 2000-ben került be a Manchester United ifiakadémiájára. Miután az ifi- és a tartalékcsapatnak is állandó tagja lett, 2009 nyarán megkapta első profi szerződését a Vörös Ördögöktől.
2010. szeptember 29-én csapattársával, Oliver Gill-lel együtt kölcsönvette a Bradford City. Mindkét játékos október 2-án, a Morecambe ellen 1–0-ra elveszített találkozón debütált. Brown még további két meccsen lépett pályára, mielőtt visszatért volna a Manchester Unitedhez.

## Válogatott
Brown 2009 és 2010 között tagja volt az angol U19-es válogatottnak, tíz meccsen lépett pályára és egy gólt szerzett.

## Külső hivatkozások
- Reece Brown pályafutásának statisztikái a Soccerbase oldalon (angolul)

- Reece Brown adatlapja a Manchester United honlapján
- Profilja a TheFA.com-on Archiválva 2014. január 4-i dátummal a Wayback Machine-ben

## Fordítás
- Ez a szócikk részben vagy egészben  a   Reece Brown című angol Wikipédia-szócikk fordításán alapul.  Az eredeti cikk szerkesztőit annak laptörténete sorolja fel. Ez a jelzés csupán a megfogalmazás eredetét és a szerzői jogokat jelzi, nem szolgál a cikkben szereplő információk forrásmegjelöléseként.